# Liste der denkmalgeschützten Objekte in Ježovy
Grundlage dieser Liste der denkmalgeschützten Objekte in Ježovy ist die ÚSKP-Liste (Ústřední seznam kulturních památek České republiky, deutsch Zentrale Liste der Kulturdenkmäler der Tschechischen Republik), die von der tschechischen Denkmalschutzbehörde NPÚ (Národní památkový ústav, deutsch Nationale Denkmalbehörde) seit 1987 geführt wird und an die seit dem Jahr 1850 geschaffenen Listen anschließt.

## Denkmalgeschützte Objekte nach Ortsteilen

### Ježovy
| Lage                           | Objekt         | Beschreibung | ÚSKP-Nr.                  | Bild           |
| ------------------------------ | -------------- | --- | ------------------------- | -------------- |
| Ježovy, Dolejší les (Standort) | Hügelgrab      | Kleinere Gruppe von Erhebungen mit kreisförmigem Grundriss, 2012 erkundet. Hinweise auf in der Region weit verbreitete Bestattungsgewohnheiten. | 45241/4-3008 Info Katalog | BW             |
| Ježovy, Ježovy 1 (Standort)    | Schloss Ježovy | Ursprünglich eine gotische Festung, dann in mehreren Bauabschnitten zu einem Schloss umgebaut. Das heutige frühbarocke Erscheinungsbild ist in seiner Gesamtstruktur und Detaillierung nahezu intakt. Wertvolles frühbarockes Interieur mit reichem Stuckdekor.                        | 19444/4-3007 Info Katalog | weitere Bilder |
| Ježovy, Ježovy 36 (Standort)   | Gehöft Nr. 36  | Wertvolles Gehöft, das hauptsächlich aus Fachwerkhäusern besteht und die natürliche bauliche Entwicklung seit mindestens Anfang des 19. Jahrhunderts ohne moderne bauliche Eingriffe dokumentiert. Besonders wertvoll ist eine Fachwerkscheune mit einer archaischen Fachwerkstruktur. | 104577 Info Katalog       | Gehöft Nr. 36  |

### Trnčí
| Lage                        | Objekt     | Beschreibung | ÚSKP-Nr.                  | Bild |
| --------------------------- | ---------- | --- | ------------------------- | ---- |
| Trnčí, Dorfplatz (Standort) | Kapellchen | Kleinere Dorfkapelle mit rechteckigem Grundriss mit dreieckigem Giebel und gewölbtem Innenraum. Ein Beispiel eines Sakralbaus aus dem frühen 19. Jahrhundert in spätbarocker Tradition. | 27219/4-3445 Info Katalog | BW   |